# История Российская
«История Российская» (рус. дореф. Исторія Россійская; полное название первого издания: «История Российская с самых древнейших времён, неусыпными трудами через тридцать лет собранная и описанная покойным тайным советником и астраханским губернатором Васильем Никитичем Татищевым») — крупный исторический труд русского историка Василия Татищева, одно из важнейших произведений русской историографии второй четверти XVIII века, значительный этап в её переходе от средневекового летописного к критическому стилю повествования.
Название труду было дано историком Герхардом Миллером. «История Российская» публиковалась в 1768—1784, 1848 и 1962—1968 годах, подготовительные материалы, относящиеся к XVII веку, — в 1968 году. Татищев довёл изложение истории до 1577 года. «История Российская» включает, в частности, информацию, не имеющую аналогов в известных в настоящее время исторических источниках, — так называемые татищевские известия, происхождение и достоверность которых носят дискуссионный характер.

## Работа над «Историей»
…не может никаков юрист мудрым назван быть, если не знает преждних толкованей и преней о законех естественном и гражданском. И как может судиа право дела судить, если древних и новых законов и причин пременениям неизвестен, для того ему нуждно историа о законех знать.— Татищев об истории права.
К главному труду своей жизни Татищев пришёл вследствие стечения целого ряда обстоятельств. Сознавая вред от недостатка обстоятельной географии России и видя связь географии с историей, он находил необходимым собрать и рассмотреть сначала все исторические сведения о России. Так как иностранные руководства оказались полными ошибок, Татищев обратился к первоисточникам, стал изучать летописи и другие материалы. Сначала он имел в виду дать историческое сочинение («гисторическим порядком» — то есть авторское аналитическое сочинение в стиле Нового времени), но затем, найдя, что на летописи, ещё не изданные, ссылаться неудобно, решил писать в чисто «летописном порядке» (по образцу летописей: в виде хроники датированных событий, связи между которыми намечены неявно).
Как Татищев пишет, он собрал в своей библиотеке более тысячи книг, однако большей их частью воспользоваться не смог, ибо владел лишь немецким и польским языками. При этом он с помощью Академии наук использовал переводы некоторых античных авторов, выполненные Кондратовичем.
В 1739 году Татищев привёз в Петербург труд, над которым он проработал, по его словам, 15-20 лет (связывая начало работы с так называемым Кабинетным манускриптом и личностями Петра I и Я. В. Брюса), и устраивал публичные чтения, продолжая работать над ним и впоследствии, «сглаживая язык» (первая редакция, сохранившаяся для второй части в списке 1746 года, была написана языком, стилизованным под древнерусский язык летописей, вторая «переведена» на язык XVIII века) и прибавляя новые источники. При этом такой «перевод» автор успел осуществить лишь для второй части.
Не имея специальной подготовки, Татищев не мог дать безукоризненный научный труд, но в его исторических работах ценны жизненное отношение к вопросам науки и соединённая с этим широта кругозора.
Среди более частных научных заслуг Татищева — обнаружение и публикация Русской правды, Судебника Ивана Грозного (1550). Татищев постоянно связывал настоящее с прошлым: объяснял смысл московского законодательства обычаями судейской практики и воспоминаниями о нравах XVII века; на основании личного знакомства с иностранцами разбирался в древней русской этнографии, из лексиконов живых языков объяснял древние названия. Вследствие этой-то связи настоящего с прошлым Татищев нисколько не отвлекался занятиями по службе от своей основной задачи. Напротив, эти занятия расширяли и углубляли его историческое понимание.
Занятость автора государственной службой не позволяла уделять много времени занятиям историей. Лишь с апреля 1746 года, когда Татищев находился под следствием и жил в своём селе Болдино, он смог увеличить свою активность. Однако его смерть 15 июля 1750 года прервала этот труд.

## Содержание
«История» состоит из четырёх частей, сохранились также некоторые наброски по истории XVII века.
- Часть 1. История с древнейших времен до Рюрика. Татищев говорит от имени славян или венедов, которые «имя руссов приняли». «Славяне сначала жили в Сирии и Финикии», оттуда мигрировали в Пафлагонию к берегам Чёрного моря, а затем, после Троянской войны, расселились на Балканах вплоть до Италии (Венеция). При этом галаты и фракийцы почитаются за славян. Среди славянских богов Татищев называет Триглава, Свентовита, Чернобога и ряд других. Относительно распространения христианства среди славян он упоминает целый ряд крещений: от апостола Андрея; Болгар крещение; от Кирилла и Мефодия; Оскольдово крещение в 867 году; от княгини Ольги в 945 году; от князя Владимира в 988 году. Также Татищев пересказывает летопись Нестора о призвании варягов и борьбе с хазарами.
- Часть 2. Летопись от 860 до 1238 года.
- Часть 3. Летопись от 1238 до 1462 года.
- Часть 4. Непрерывная летопись от 1462 до 1558 года, а далее ряд выписок об истории Смутного времени.

Лишь первая и вторая части относительно завершены автором и включают значительное число примечаний. В первой части примечания распределены по главам, вторая в окончательной редакции содержит 650 примечаний. В третьей и четвёртой частях примечания отсутствуют, кроме глав о Смутном времени, содержащих некоторые ссылки на источники.